# Hagymakupola

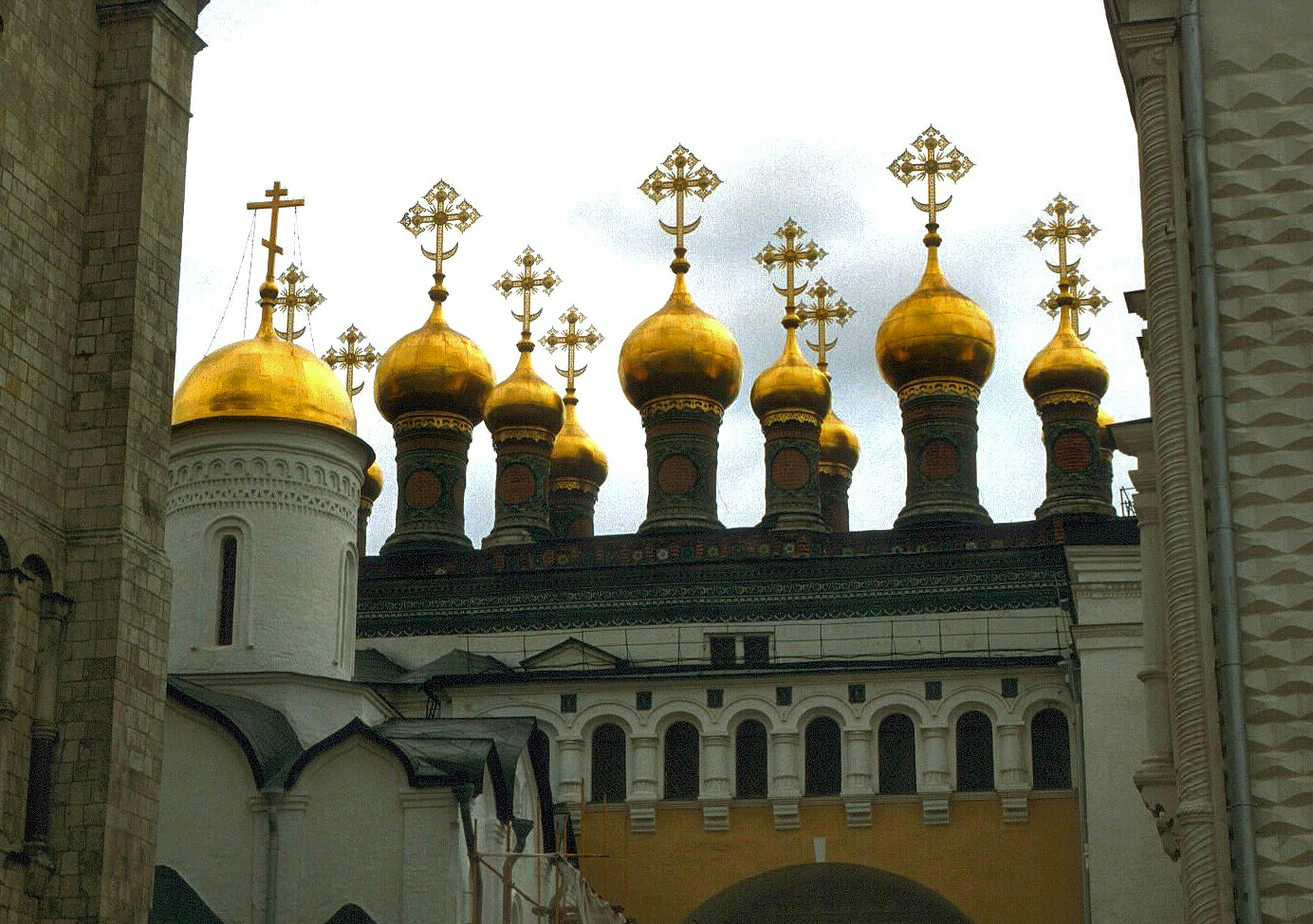
A moszkvai Kreml hagymakupolái

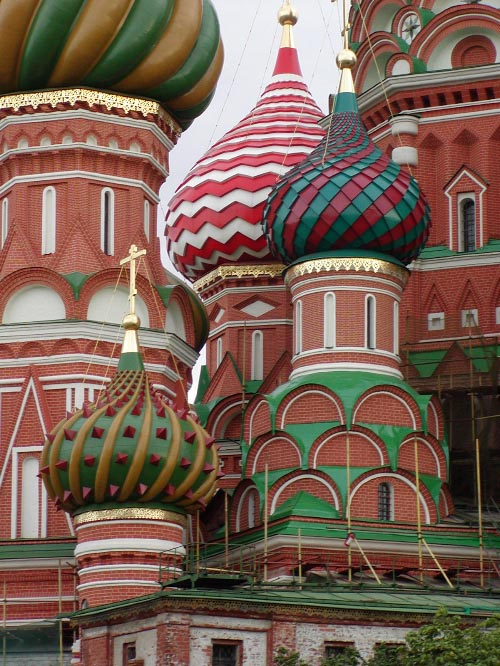
A moszkvai Boldog Vazul-székesegyház hagymakupolái

A hagymakupola alul kidomoborodó, felül csúcsos végű, homorú, ívelt építészeti forma, amely a hagymához hasonló alakjáról kapta nevét. Nem igazi kupola, hanem saroktorony-típus.
A bizánci és az orosz építészetben különösen gyakori.

## Előfordulása

### Oroszországban
- Jaroszlavl
- Kazany
- Moszkva
- Novgorod

### Romániában
- Gyulafehérvár

### Magyarországon
- Perbál
- Tolcsva

## Lásd még
- Kupola